# König-Albert-Bad

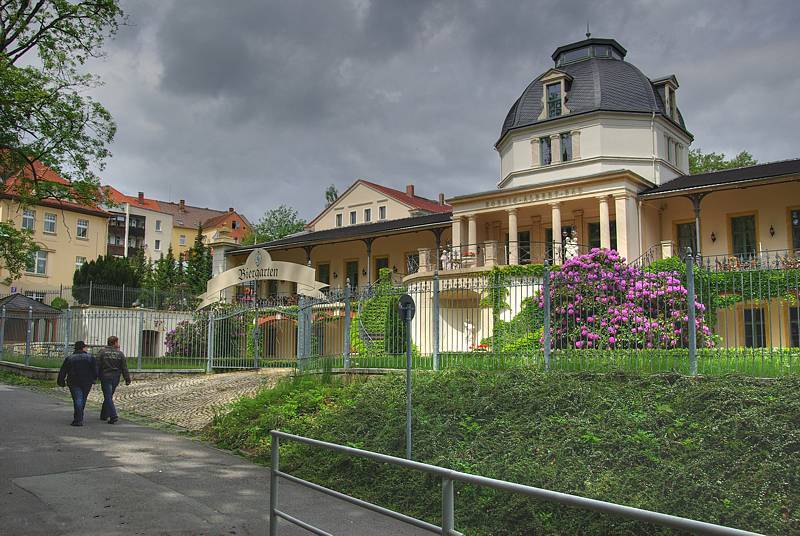
König-Albert-Bad

Das König-Albert-Bad (auch: Stadtbad) ist ein unter Denkmalschutz stehendes Gebäude in der Stadt Löbau (Sachsen).

## Geschichte
Vorläufer des Gebäudes war eine einfache kleine Badeanstalt mit sechs Badestuben aus dem Jahr 1824, die verschiedene eisen-, salz- und schwefelhaltige Quellen nutzte, die bereits im 18. Jahrhundert entdeckt worden waren.
Das heutige spätklassizistische große Badehaus stammt aus den Jahren 1875/1876. Entworfen wurde der langgestreckte Bau nach Plänen des Dresdner Architekten Ernst Giese und für 146.000 Mark errichtet. Die Gartenfassade des zweigeschossigen Rechteckbaus weist eine zweiläufige Freitreppe, im Sockelgeschoss eine Kolonnade, im Obergeschoss Loggien im italienischen Stil sowie eine Kuppel auf. Dahinter erstreckt sich ein weitläufiger Park mit historischem Baumbestand und begehbaren Zisternen.
Benannt ist das Gebäude nach dem sächsischen König Albert, der dort 1878 zur Kur weilte und die Genehmigung erteilte, dem Bad seinen Namen zu geben.
Im Angebot waren medizinische Bäder und Packungen, russische und irisch-römische Dampfbäder.
Um 1900 wurden Umbau- und Erweiterungsmaßnahmen vorgenommen. Bei der Revolution von 1918 wurde die Badeanlage in Stadtbad umbenannt. Diese Bezeichnung, die im heutigen Sprachgebrauch häufig für ein Hallen- oder Freibad verwendet wird, erscheint missverständlich. Als Freibad eröffnete die Stadt Löbau im Juli 1906 das rund 300 Meter südöstlich gelegene Herrmannbad.
Zu DDR-Zeiten wurde die Anlage 1975 erweitert, modernisiert und bis 1992 für Physiotherapie genutzt. Zwei Jahre nach der Wende wurde das Bad geschlossen.

## Nutzung
Das ehemalige Bad wurde umfassend restauriert. Seit 2002 wird es als Restaurant mit Außenterrasse vor der Gartenfassade im Sommer genutzt. Einige Säle der ehemaligen Kuranlage, insbesondere das Brunnenzimmer und der Festsaal mit Gestaltungselementen der Belle Epoque, werden für Veranstaltungen vermietet. Angegliedert ist eine Bowlingbahn mit Cocktailbar.
2005 war das Restaurant ein Sanierungsfall für Christian Rach. Die Folge von Rach, der Restauranttester wurde am 7. Januar 2007 ausgestrahlt und am 2. März 2009 wiederholt; seither gab es Umstrukturierungen und personelle Veränderungen.
Das Gebäude wurde am 23. Juli 2009 in Görlitz zwangsversteigert.